# Амёбозои
Амёбозои (лат. Amoebozoa) — крупная группа простейших, включающая в себя большинство одноклеточных, обычно передвигающихся при помощи образования ложноножек (псевдоподий), и имеющих трубчатые митохондриальные кристы. Многие классификации причисляют амёбозоев к типам царства Протисты или царства Простейшие. По классификации, одобренной Международным обществом протистологов (International Society of Protistologists, ISOP), Amoebozoa считаются внеранговой супергруппой эукариот. Молекулярно-генетическое исследование подтвердило, что эта группа является монофилетической. На большинстве филогенетических деревьев амёбозои представлены как сестринская группа заднежгутиковых, вместе с которой она входит в старший таксон одножгутиковые.

## Морфология
Амёбоподобные — крупная (включает порядка 2 400 видов) и довольно разнообразная группа. Тем не менее существует ряд признаков, присущих многим из её видов. Цитоплазма амёбозоев чаще всего разделена на зернистую массу, находящуюся в центре клетки — эндоплазму, и однородную наружную часть — эктоплазму. Во время передвижения по субстрату эктоплазма концентрируется в псевдоподиях, а эндоплазма остаётся в центре клетки, «подтягиваясь» вслед за ложноножками; таким образом, клетки многих амёбозоев в движении приобретают некоторую полярность. Некоторые представители данной группы образуют лишь одну псевдоподию, в которой сосредоточена вся эктоплазма. Часто имеется псевдоподия, в которой сконцентрирована большая часть эктоплазмы, играющая главную роль в передвижении клетки. Также крупные псевдоподии некоторых амёбозоев могут иметь отходящие от них псевдоподии второго порядка (субпсевдоподии), служащие для захвата пищи и передвижения. Псевдоподии амёбозоев могут образовывать перемычки.
Большая часть представителей группы Amoebozoa лишены каких-либо внеклеточных оболочек вовсе, как известные роды Amoeba и Chaos, либо делают себе домики из частиц субстрата и микроскопического «мусора» (род Cochliopodium), тогда как некоторые виды имеют цельные минеральные или органические раковинки (например, Arcellinida).
Подавляющее большинство амёбозоев питается, фагоцитируя пищевые частицы. При таком типе питания клетка образует мембранный пузырёк, в который извне попадает пища. Путешествуя по цитоплазме, пузырёк сливается с лизосомами, образуя пищеварительную вакуоль, в нём происходит переваривание пищи. Для того чтобы избавиться от непереваренных остатков, пищеварительная вакуоль сливается с плазмалеммой. У большинства видов слияние пищеварительной вакуоли с мембраной клетки может происходить на любом её участке, тогда как у некоторых представителей для этого имеется постоянное образование на заднем конце клетки — уроид.
При изменении условий внешней среды в худшую сторону амёбозои образуют покоящиеся стадии — цисты, разносящиеся ветром в новые места обитания.
Митохондрии у Amoebozoa: имеют трубчатые или ветвистые кристы; иногда митохондрии вторично утрачены (например, у типа Evosea)

## Образ жизни

Спорофоры Lycogala epidendrum (Liceales, Reticulariaceae) на гнилом пне липы мелколистной (Tilia cordata) в парке Ботанического Института в Вильнюсе (Литва)

Большинство амёб — свободноживущие хищники или паразиты кишечника. Настоящие слизевики — сапрофиты или паразиты растений, по типу питания близкие к грибам, но свободноживущие формы также способны поглощать мелких животных и водоросли.

## Происхождение
Так как у архамёб имеются нефункциональные жгутики, а споры миксомицетов при попадании в жидкость также дают начало нескольким одножгутиковым зооспорам, то считается, что предками амёбозоев были какие-то жгутиковые. Наиболее близкой к ним группой считаются опистоконты — группа, включающая истинные грибы, многоклеточных животных и ряд жгутиконосцев.

## Классификация
В супергруппу амёбозоев включают следующие таксоны:
- Tubulinea Smirnov et al., 2005
  - Corycida Kang et al., 2017
  - Echinamoebida Cavalier-Smith, 2004
  - Elardia Kang et al., 2017
- Evosea Kang et al., 2017
  - Variosea Cavalier-Smith, 2004
  - Eumycetozoa Zopf, 1884 sensu Kang et al., 2017 — Миксомицеты
  - Cutosea Cavalier-Smith et al., 2016
  - Archamoebea Cavalier-Smith 1983 sensu Cavalier-Smith et al., 2004
- Discosea Cavalier-Smith et al., 2004 sensu Smirnov et al., 2011
  - Flabellinia  Smirnov et al., 2005
  - Stygamoebida Smirnov et al., 2011
  - Centramoebia Cavalier-Smith et al., 2016

## Роль в природе и жизни человека
Представители группы Amoebozoa используются человеком в его исследованиях: классическим модельным объектом биологии уже более двух веков являются амёбы типа Amoeba proteus, также в клеточной биологии, генетике и биологии развития в качестве модельного объекта используется слизевик вида Dictyostelium discoideum.
Некоторые амёбозои являются патогенными для людей, например, представители рода Entamoeba — возбудители амёбиаза человека.
Наиболее часто термин «амёбиаз» применяют к амёбной дизентерии, вызываемой простейшим паразитом Entamoeba histolytica. Цисты дизентерийных амёб распространяются фекально-оральным путём. Попадая в толстый кишечник человека, цисты переходят в просветные формы и внедряются в его ткани, вызывая появление язв и иногда их некроз. Просветные (эритроцитофаги) могут выходить в кровь и оседать в других органах (чаще в печени), вызывая абсцессы — вторичные заражения.